# AB Pictoris b
AB Pictoris b – planeta okrążająca gwiazdę AB Pictoris. Jak dotąd wiadomo bardzo mało o tym obiekcie. Jego masa wynosi około 13,5 mas Jowisza, więc przypuszcza się, że obiekt ten może być brązowym karłem.